# Ізоксуприн
Ізоксуприн (англ. Isoxsuprine, лат. Isoxsuprinum) — синтетичний препарат, який є похідним фенілетаноламіну та належить до групи бета-2-адреностимуляторів. Ізоксуприн застосовується переважно перорально, для застосування в акушерстві розроблена форма для внутрішньовенного застосування. Ізоксуприн розроблений в лабораторії нідерландської фірми «Solvay Pharmaceuticals», яка розповсюджує його під торговельною маркою «Дуваділан».

## Фармакологічні властивості
Ізоксуприн — синтетичний препарат, що є похідним фенілзаміщених аміноспиртів та належить до групи бета-2-адреностимуляторів. Механізм дії препарату полягає у зниженні тонусу гладких м'язів кровоносних судин, усуває їх спазм, що призводить до покращення кровообігу та кровопостачання тканин. Окрім того, ізоксуприн знижує тонус гладких м'язів матки, а також знижує частоту та амплітуду перейм. Ізоксуприн застосовується як судинорозширюючий препарат для лікування захворювань периферичних судин, які супроводжуються їх спазмом (хворобі Рейно, облітеруючому ендартеріїті та атеросклерозі судин нижніх кінцівок) При застосуванні препарату в комплексному лікуванні облітеруючих судинних захворювань нижніх кінцівок спостерігається тенденція до покращення результатів лікування хворих (хоча й без статистичного підтвердження даного факту) із незначною кількістю побічних ефектів. Ізоксуприн завдяки дії на гладкі м'язи матки має токолітичну дію, та може застосовуватися в акушерській практиці у випадку загрози передчасних пологів (згідно даних клінічних досліджень, його ефективність у випадку застосування у випадку передчасних пологів та з метою збереження вагітності становить 75—80 %), а також а також для покращення адаптаційно-пристосувальних можливостей новонародженого у випадку внутрішньоутробної асфіксії плоду. Проте в акушерстві ізоксуприн застосовується рідше, у зв'язку із тим, що ефективність ряду інших препаратів при вищеперерахованих станах виявилась вищою. Ізоксуприн також має здатність розширювати судини головного мозку, та може застосовуватися у лікуванні судинних мозкових захворювань. Препарат завдяки стимуляції β2-адренорецепторів має також незначну бронхолітичну дію, а у великих дозах інгібує агрегацію тромбоцитів.

### Фармакокінетика
Ізоксуприн швидко та добре всмоктується після перорального застосування, біодоступність препарату становить близько 100 % при пероральному застосуванні, при парентеральному застосуванні біодоступність препарату становить 100 %. Максимальна концентрація препарату в крові досягається протягом 1 години. Ізоксуприн проникає через гематоенцефалічний бар'єр, через плацентарний бар'єр, даних за виділення препарату в грудне молоко немає. Метаболізується препарат у печінці. Виводиться ізоксуприн із організму переважно із сечею, частково виводиться з калом. Період напіввиведення препарату становить у середньому 1,25 години.

## Показання до застосування
Ізоксуприн, згідно нормативних документів в Україні, застосовується при порушеннях периферичного кровообігу (діабетичній ангіопатії, хворобі Рейно, облітеруючому ендартеріїті, облітеруючому атеросклерозі судин нижніх кінцівок), церебральному атеросклерозі та атеросклерозі судин сітківки.

## Побічна дія
При застосуванні ізоксуприну найчастішими побічними ефектами є:
- З боку шкірних покривів та алергічні реакції — висипання на шкірі.
- З боку нервової системи — запаморочення, загальна слабість.
- З боку травної системи — нудота, блювання, болі в животі.
- З боку серцево-судинної системи — тахікардія, артеріальна гіпотензія, біль у грудній клітці, відчуття приливів.
- З боку сечовидільної системи — рідко ниркова недостатність, гематурія, поллакіурія.

## Протипокази
Ізоксуприн протипоказаний при підвищеній чутливості до препарату, при гострій кровотечі та схильності до кровотеч, а також крововиливах у мозок або сітківку ока, стенокардії, артеріальній гіпотензії, а також відразу після пологів.

## Форми випуску
Ізоксуприн випускається у вигляді 0,5 % розчину для ін'єкцій у ампулах по 2 мл і таблеток по 0,02 г.

## Застосування у ветеринарії
Ізоксуприн застосовується у ветеринарії для лікування коней, переважно у випадку навікулярної хвороби або ламініту. Особливістю застосування препарату в коней є те, що на відміну від людей, біодоступність ізоксуприну в коней при пероральному застосуванні складає лише 2,2 % у зв'язку із ефектом першого проходження через печінку, а період напіввиведення вищий, і складає близько 3 годин.